# Biton vachoni
Espèce
Biton vachoni est une espèce de solifuges de la famille des Daesiidae.

## Distribution
Cette espèce est endémique d'Algérie.

## Publication originale
- Lawrence, 1966 : Two new Solifugae (Arachnida) from Algerian North Africa. Bulletin du Muséum National d'Histoire Naturelle, sér. 2, vol. 37, p. 983-988.